# Plivník
Plivník je bytost ze slovanského folklóru sloužící hospodáři, typicky v podobě kuřete a vylíhlá ze zvláštně opatrovaného vejce. Tyto a další rysy někdy sdílí také skřítci a jiní ochránci domovů, ale plivník se od nich liší častějším přisuzováním ďábelského charakteru, včetně podání o ztrátě duše hospodáře a uzavření smlouvy podepsané krví.
Tato bytost, často pod jménem zmok a jeho variantami, se také objevuje v podobě ohnivé koule či ohnivého draka. Tato představa pravděpodobně vychází ze spojováním ochránců domovů s hady, například ve víře v hady hospodáříčky, kteří zas úzce souvisí s draky. 
Plivníkovi se podobá německý Bilwis, anglický imp a různí familiárové.

## České země
Český plivník či prašivec se měl objevovat v podobě zmoklého kuřete či ohnivého draka a sídlit za komínem, v peci či u kamen. Hospodář jej měl krmit tím, co sám jí, a ten mu na oplátku měl nosit obilí i peníze a zajišťovat blahobyt. V případě nedostatku potravy plivník za nocí vydával velký hluk a dusil hospodáře.
Je známa také víra, že plivník se objevuje na poli v podobě černého zmoklého kuřete krčícího se zimou. Člověk, co jej vezme domů a nechá za kamny ohřát, ráno najde ve světnici tři hromádky obilí, které tato bytost ukradla jinému hospodáři. Pokud se chce plivníka zbavit, musí jej odnést i s ukradeným obilím na místo, kde jej našel. Další metodou jeho získání mělo být nošení vejce černé slepice po devět dní, během nichž se nesmí modlit ani mýt.
Tato bytost také splývala s ďáblem či čertem, což odráží pojmenování jako lucek (Lucifer), špiritus, špírek (z latinského spiritus „duch“), diblík (ďábel), pikulík (peklo), rarášek, jarášek. Slovo lucek je doložené již u Jana Husa a Jana Rokycany. Špiritus či špírek má mít podobu malého hezkého chlapce, který se mění v ptáka, kočku a jiná zvířata. Člověk si jej může vychovat z vejce černé slepice a poté od něj dostane co si přeje, zaprodává tím však svou duši.
Znám byl také zmok, zmek či zmak, ve středověku je doloženo výklad tohoto slova jako Belial. V lidovém podání má bytost stejného jména podobu zmoklého kuřete která nosí hospodáři mimo jiné peníze, obilí a máslo. Zároveň je však zmok velmi nenasytný a lze se ho jen těžko zbavit.

## Slovensko
Slovenskou obdobou plivníka je zmok, rarášik, bôžik, škriatok, kosper či džmiľ  v podobě černého zmoklého kuřete, ale někdy také ohnivého řetězu letícího skrze komín do domu. Hospodáři měl nosit peníze, obilí a starat se o hospodářství. Získat jej šlo nošením vejce černé slepice devět či třináct dní v podpaží, během kterých se člověk nesměl mýt, modlit, spát ani s nikým hovořit. Bylo také známo podání o upsání duše majitele peklu. Aby se člověk zmoka zbavil, měl mu zadat nesplnitelný úkol či jej zabalit do šátku a odhodit venku. Kdo jej sebral, stal se pak jeho novým majitelem.
Také se věřilo na pikulíka, jehož jméno je odvozeno od slova peklo. Má podobu malého, ale velmi silného dítěte, které člověku přináší štěstí, hlídá dobytek a vykonává různou práci. První člověk co jej získá, jej může předat druhému a ten zas třetímu. Poté se jej však již nelze zbavit a člověk po své smrti ztrácí svou duši.

## Polsko
V Polsku podání o plivníkovi a skřítkovi, nazývaném skrzatek, skrzat či skrzot, splývá. Skrzatek má podobu ptáka, nejčastěji zmoklého kuřete či malých ptáčků, okolo kterých srší jiskry, a rodí se z vejce zvláštního tvaru nošeného po určitý čas v podpaží.
Polské slovo smok, ćmok či ćmuk zpravidla označuje draka, zároveň se tak nazývá bytost přinášející do domu peníze a obilí.

## Lužice
U Lužických Srbů se plivník (v podobě kuřete) označoval plon.

## Bojkové
Bojkové věřili, že domácí duch diďko se vylíhne z vejce zakopaného pod prahem po devíti letech a poté slouží hospodáři. V případě, že nebylo služeb diďka už zapotřebí, měl být prodán či v lahvičce zahozen na veřejné místo.

## Slovinsko
Slovinci nazývají plivníka škratec, což je též označení skřítka, nebo blagonič. Získat ho lze zaklínáním, nošením vejce černé slepice devět dní v podpaží nebo získat uzavřením čerstvě narozeného černého kohouta pod nádobu na měření pšenice po sedm let. Po té době kohout vysedí vejce, z kterého se vylíhne blagonič. Věřilo se, že hospodář s tímto tvorem uzavírá smlouvu podepsanou vlastní krví a v ní mu slibuje sama sebe, manželku, dítě či alespoň část lidského těla. Poté škratec svému pánovi nosí, co si přeje, typicky dává na okno, peníze přináší v podobě ohnivého koštěte komínem. Ten musí být ukryt před zraky ostatních a dobře krmen.

## Srbsko
Srbové nazývají plivníka cikavac a věří, že se jedná ptáka s dlouhým zobákem a vakem. Přichází na svět z vejce odebraného černému kuřeti. Vejce musí zahřívat žena 40 dní ve svém podpaží. V této době se nesmí vyzpovídat, stříhat si nehty, mýt obličej a modlit se. Cikavac může krást med z cizích úlů nebo sát dobytčí mléko a nosit je svému majiteli; záleží to jen na jeho přání, avšak za podmínky, že ovládá řeč zvířat.